# Гневошув (Клодзький повіт)
Гневошув (пол. Gniewoszów, нім. Seitendorf) — село в Польщі, у гміні Мендзилесе Клодзького повіту Нижньосілезького воєводства.
Населення — 47 осіб (2011).
У 1975-1998 роках село належало до Валбжиського воєводства.

## Демографія
Демографічна структура станом на 31 березня 2011 року:
|          | Загалом | Допрацездатний вік | Працездатний вік | Постпрацездатний вік |
| -------- | ------- | ------------------ | ---------------- | -------------------- |
| Чоловіки | 26      | 4                  | 21               | 1                    |
| Жінки    | 21      | 2                  | 14               | 5                    |
| Разом    | 47      | 6                  | 35               | 6                    |